# جيف هووكر
جيف هووكر (بالإنجليزية: Jeff Hooker)‏ هو لاعب كرة قدم ومدرب كرة قدم أمريكي، ولد في 21 مارس 1965 في والنوت في الولايات المتحدة. شارك مع منتخب الولايات المتحدة تحت 20 سنة لكرة القدم ومنتخب الولايات المتحدة لكرة القدم. أما مع النوادي، فقد لعب مع Colorado Foxes ‏.

## وصلات خارجية
- جيف هووكر على موقع الاتحاد الدولي (مؤرشف)  (الإنجليزية)
- جيف هووكر على موقع ناشيونال فوتبول تيمز (الإنجليزية)
- جيف هووكر على موقع أوليمبيديا (الإنجليزية)